# 軟腭搭嘴音
软腭搭嘴音，更精确地说是后除阻软腭搭嘴音，是一种横贯非洲的有副语言学用途的搭嘴音，使用它的口语如沃洛夫语等。舌头和其他搭嘴音处于相似的部位，如齿龈搭嘴音；气流机制也和其他搭嘴音一样。然而，不同于其他搭嘴音，显著声是通过将后部(可能是软腭)成阻除阻实现的，而不是将前部成阻除阻。充满口腔的空气从舌后面通过鼻腔和咽喉来。软腭搭嘴音一般都是清音、鼻音，因为发音需要气流从鼻腔流入。

## 已废弃的IPA符号
1921年，国际语音学学会(IPA)接受了丹尼尔·琼斯的⟨ʞ⟩以表示科伊科伊语的硬腭搭嘴音。
琼斯似乎在1928年的IPA出版物中首次提及了“软腭”。
这时，对搭嘴音的调音的认识仍相当不清楚，不同学者用不同符号表示同一个音–比如Doke就把某些搭嘴音称为“齿龈音”。:129–166
“软腭”搭嘴音最后一次出现是在1949年的《原则》中。1951年其他3个搭嘴音符号加入表中时，软腭搭嘴音被忽略了，在那之后也没有出现过。
南非语言研究中提到的所谓真正的软腭搭嘴音不可能存在。搭嘴音是通过唇或舌成的两处阻才能实现的。所有搭嘴音的后调音部位都是软腭或小舌，齿、齿龈、硬颚和唇搭嘴音都是以前调音部位定义的，前调音部位除阻时使得口腔前部的空气汇入，形成搭嘴音。在软腭的前调音部位不会给空气留下足够空间。
从2008到2015年这个被废弃的字母重新被国际音标扩展用于表示言语治疗中的舌背-软腭音。
不过在舌除阻的顺序可以颠倒时，软腭搭嘴音仍是可能的：在沃洛夫语等语言的副语言学用途中，是后调音部位(软腭)成阻，而不是前调音部位。此符号重新用于表示这种音，并从国际音标拓展中去除以避免歧义。

## 发音
Lionnet将软腭搭嘴音形容为：
和其它搭嘴音一样，[ʞ]是通过舌侧(软腭)吸气气流发出来的：口腔在软腭和口腔前部两处成阻。口腔内部的低压空间主要通过降低舌腹来达到。不过不同于前部成阻，现在要除阻的是软腭成阻，以使气流从后面涌入口腔，要么是从鼻腔流入，要么是在腭咽阀门（velo-pharyngeal port）闭合后从软腭后面的腔流入。
在已知的语言中，软腭搭嘴音是通过唇的闭合产生的。因此，最开始会认为前调音部位是唇：
这个搭嘴音使用的是吸气气流机制，和其他普通搭嘴音一样。口腔在唇处和硬颚或软腭两处成阻。舌头像活塞，与软腭吸气[即其他]搭嘴音唯一的区别是，空气从何处流入口腔：发张口的搭嘴音时，气流直接流入口腔；发软腭搭嘴音时，则是经过鼻腔流入口腔。
不过唇成阻似乎并不具有音位性。尽管实验语音学研究尚未落实，但似乎两个调音部位是舌背和舌冠：后调音部位似乎在软腭非常靠前的地方，接近硬颚(至少沃洛夫语和拉尔语中是这样)，前调音部位则是齿或齿龈。唇仅仅因为不需要而闭合，张唇对于此音没有影响。也就是说软腭搭嘴音其实非常像舌冠搭嘴音[ǀ, ǂ, ǃ]，不过舌头两处成阻的作用相反。
孟当语和卡努里语中，后部的调音据说是小舌和软腭后部，而不是软腭前部。语言间的比较还需进一步研究。

## 见于
副语言学的软腭搭嘴音在西非和中非不少语言中都存在，西起塞内加尔，东至喀麦隆北部和乍得南部。至少东部的拉尔语、芒白语、孟当语和卡努里语，还有西部的沃洛夫语和毛里塔尼亚普拉耳语有这个音。
沃洛夫语中，后除阻软腭搭嘴音与边搭嘴音或齿龈搭嘴音是自由变体。说一次时意为“是”，连说量词意为“我明白了”。也用于反馈（Backchannel）。拉尔语中，用于“强烈同意”和反馈，且和边搭嘴音是自由变体。